# ابی، ابویسو
ابی، ابویسو (به لاتین: Aby, Aboisso) در ساحل عاج است که در sud-comoé واقع شده‌است.